# Федосеев, Егор Андрианович
Его́р Андриа́нович Федосе́ев (10 мая 1920, Лямино, Чусовская волость, Пермский уезд, Пермская губерния, РСФСР — 2 декабря 1980, Йошкар-Ола, Марийская АССР, РСФСР, СССР) — советский военный деятель. В годы Великой Отечественной войны — комсорг стрелковой роты 275 стрелкового полка 117 стрелковой дивизии, батальона 1063 стрелкового полка и 237 гаубичного артиллерийского полка на западных фронтах, старший лейтенант; майор. Представлялся к званию Героя Советского Союза, но награждён орденом Красного Знамени (1944). Член ВКП(б) с 1943 года.

## Биография
Родился 10 мая 1920 года в деревне Лямино ныне Чусовского района Пермской области. По национальности — коми-пермяк. 
В октябре 1939 года призван в РККА. Участник Великой Отечественной войны: комсорг стрелковой роты 275 стрелкового полка 117 стрелковой дивизии, батальона 1063 стрелкового полка и 237 гаубичного артиллерийского полка на западных фронтах, от старшины до старшего лейтенанта. В 1943 году принят в ВКП(б). Участвовал в боях в Карелии, Польше, Германии, был дважды ранен и контужен. Отмечался как организатор и блестящий агитатор, имел высокие показатели приёма в комсомол и партию. Отличался личной отвагой: дважды заменял в боях вышестоящих командиров. При форсировании р. Свирь проявил исключительное бесстрашие; когда наша пехота залегла под шквальным огнём противника, личным примером и призывами поднял её в атаку, со штурмующей группой переправился через реку и организовал преследование врага; вместе с 2-мя разведчиками забросал дзот гранатами, убил 3-х солдат, остальные бежали. В 1944 году был представлен к званию Героя Советского Союза, но награждён орденом Красного Знамени. Также награждён орденами Отечественной войны II степени, Красной Звезды (дважды) и медалями, в том числе медалью «За боевые заслуги» (дважды).
В 1956 году окончил Высший военно-педагогический институт в Ленинграде. Уволился из армии в звании майора в июле 1960 года.
С 1960 года в — г. Йошкар-Оле Марийской АССР: школьный учитель, сотрудник Республиканского штаба гражданской обороны, художник-оформитель универмага «Восход».
В 1945 году представлен к званию Героя Советского Союза, но награждён орденом Красного Знамени. Награждён орденами Славы III степени Отечественной войны II и I степени, Красной Звезды и медалями, в том числе медалью «За отвагу». 
Скончался 2 декабря 1980 года в Йошкар-Оле.

## Военные награды
- Орден Красного Знамени (06.08.1944)[3][4]
- Орден Отечественной войны II степени (26.06.1945)[3][4]
- Орден Красной Звезды (11.05.1945, 05.11.1954 — за выслугу лет)[3][4]
- Медаль «За боевые заслуги» (21.05.1943; 15.11.1950)[3][4]
- Медаль «За победу над Германией в Великой Отечественной войне 1941—1945 гг.» (09.05.1945)[3][4]
- Медаль «За доблестный труд. В ознаменование 100-летия со дня рождения Владимира Ильича Ленина» (1970)